# Enzo Barboni
Enzo Barboni (Roma, 10 de juliol de 1922 − Roma, 23 de març de 2002) és un director de cinema, guionista i de fotografia italià. De vegades utilitzava el pseudònim de E.B. Clucher amb el qual ha rodat moltes pel·lícules amb el duo Terence Hill i Bud Spencer.

## Biografia
Nascut en el 1922, Enzo Barboni va començar com a mecànic de cotxes, però ja en el 1942, amb només vint anys, i en el 1961 esdevé director de la fotografia amb la pel·lícula I due marescialli de Sergio Corbucci. Alhora va començar a treballar també com escenògraf. El pas a la direcció, amb el pseudònim d'I.B. Clucher (Clucher era el cognom de la mare), arriba el 1970 amb un western "tradicional", Ciakmull - L'uomo della vendetta que no va ser un gran èxit. En el mateix any dirigeix el film de culte Li deien Trinidad .. amb Terence Hill i Bud Spencer del qual va escriure també el guió.
L'èxit d'aquesta pel·lícula va anar més enllà de les expectatives resultant un dels més grans èxits de l'època. Entre les claus de l'èxit segurament està la ironia portada en el gènere rígid i fred del western. Així després de la primera pel·lícula amb la parella Spencer/Hill, Barboni dirigeix el 1971 la continuació ...Encara li deien Trinidad, que també tindrà un enorme èxit comercial. Estipulat en un contracte, Enzo Barboni dirigirà altres tres pel·lícula de Terence Hill i Bud Spencer: I due superpiedi quasi piatti (1977), Nati con la camicia (1983) i Non c'è due senxa quattro (1984).
La producció de Barboni és considerada distinta pel ritme i per un tall "per famílies" que el públic va apreciar molt fins als primers anys vuitanta. Precisament el brio de la pel·lícula de Trinità només va continuar i l'spaghetti western, en la forma clàssica o irònica, va entrar en una crisi profunda i no va tornar a aixecar el cap. Barboni va continuar escrivint per altres pel·lícules però després es va retirar: la darrera pel·lícula va ser els guions per Marco Tullio, entre els quals el darrer de la seva carrera Trinità & Bambino... e adesso tocca a noi! del 1995, una desgraciada temptativa d'evocar l'històric èxit de L'anomenaven Trinità..., posant ensems la parella d'actors americans Heath Kizzier i Keith Neubert. Enzo Barboni va morir el 2002, pocs dies abans de complir 80 anys.

## Filmografia

### Director de fotografia
- 1961: Romolo e Remo de Sergio Corbucci
- 1961: I Due marescialli de Sergio Corbucci
- 1962: Totò diabolicus de Steno
- 1962: Lo smemorato di Collegno de Sergio Corbucci
- 1962: I Quattro monaci de Carlo Ludovico Bragaglia
- 1962: Il Giorno più corto de Sergio Corbucci
- 1962: Il Figlio di Spartacus de Sergio Corbucci
- 1963: Gli onorevoli de Sergio Corbucci
- 1963: Il Monaco di Monza de Sergio Corbucci
- 1963: Gidget Goes to Rome de Paul Wendkos
- 1965: Massacro al Grande Canyon de Sergio Corbucci i Albert Band
- 1965: I figli del leopardo de Sergio Corbucci
- 1965: Gli Amanti d'oltretomba de Mario Caiano
- 1965: Hercules and the Princesse of Troy (TV) d'Albert Band
- 1965: Erik, il vichingo de Mario Caiano
- 1966: Texas, addio de Ferdinando Baldi
- 1966: El precio de un hombre
- 1966: L'Uomo che ride de Sergio Corbucci
- 1966: Django de Sergio Corbucci
- 1967: Rita nel West de Ferdinando Baldi
- 1967: Io non protesto, io amo
- 1967: I crudeli de Sergio Corbucci
- 1968: Il Suo nome gridava vendetta
- 1968: Preparati la bara!
- 1968: Un Treno per Durango
- 1968: Vivo per la tua morte
- 1968: Assignment to Kill
- 1969: Franco e Ciccio... ladro e guardia
- 1969: L'exèrcit de cinc homes (Un esercito di 5 uomini)
- 1970: Kemek

### Director
- 1970: Ciakmull - L'uomo della vendetta
- 1970: Li deien Trinidad (Lo chiamavano Trinità)
- 1971: Encara li deien Trinidad (...continuavano a chiamarlo Trinità)
- 1972: I després li van dir el Magnífic (E poi lo chiamarono il magnifico)
- 1973: Anche gli angeli mangiano fagioli
- 1974: Anche gli angeli tirano di destro
- 1976: I Due superpiedi quasi piatti
- 1982: Ciao nemico
- 1983: Nati con la camicia
- 1984: Non c'è due senza quattro
- 1987: Renegade
- 1991: Un Piede in paradiso
- 1995: Trinità & Bambino... e adesso tocca a noi